# Babati
Babati est une ville du nord de la Tanzanie et la capitale administrative de la région de Manyara.

## Géographie
En 2002, sa population a été évaluée à 30 975 habitants, le district environnant comptant 303 000 habitants.
La grande ville la plus proche est Arusha à 172 km.